# Naoki Sugai
Naoki Sugai (japanisch 菅井 直樹 Sugai Naoki; * 21. September 1984 in der Präfektur Yamagata) ist ein ehemaliger japanischer Fußballspieler.

## Karriere
Sugai erlernte das Fußballspielen in der Schulmannschaft der Yamagata Chuo High School. Seinen ersten Vertrag unterschrieb er 2003 bei den Vegalta Sendai. Der Verein spielte in der höchsten Liga des Landes, der J1 League. Am Ende der Saison 2003 stieg der Verein in die J2 League ab. 2009 wurde er mit dem Verein Meister der J2 League und stieg in die J1 League auf. 2012 wurde er mit dem Verein Vizemeister der J1 League. 2018 erreichte er das Finale des Kaiserpokal. Für den Verein absolvierte er 389 Ligaspiele. Ende 2018 beendete er seine Karriere als Fußballspieler.

## Erfolge
Vegalta Sendai
- J1 League

Vizemeister: 2012
- Kaiserpokal

Finalist: 2018